# Mediamätning i Skandinavien
Mediamätning i Skandinavien MMS Aktiebolag är ett företag som mäter och analyserar rörlig bild i Sverige både på linjär-TV och webb-TV (onlinevideo).
MMS bildades år 1992–1993 efter en överenskommelse mellan Sveriges Television och Kinnevik. Den första TV-mätningen gjordes den 28 juni 1993 och MMS tog då över ansvaret från Sveriges Radios avdelning, kallad "PUB". Tittarpanelen hade vid starten 600 anslutna hushåll som under åren utökats till 3 000 hushåll.
Sedan 2011 mäter MMS även de stora mediehusens webb-TV-tjänster.

## Linjär-TV
MMS mäter tittarsiffror för alla TV-kanaler som ingår i de så kallade loggkanalerna. I de 35 loggkanalerna ingår bland annat mediehusen SVT, MTG, NENT och Discovery Network. TV-mätningen loggar bland annat daglig räckvidd, tittartid och tittartidsandelar.
Datainsamlingen sköts via en så kallad "People Meter" som är ansluten till hushållets TV-utrustning. Praktiskt sett utför Nielsen Media Research själva fältarbetet och datainsamlingen på uppdrag av MMS, medan MMS äger informationen som samlas in.
Tittarpanelen hade vid starten 600 anslutna hushåll. 1998 utökades antalet anslutna till 1 000 hushåll (cirka 2 300 personer) och 2007 utökades panelen till 1 200 hushåll (cirka 2 600 personer). Vid årsskiftet 2017–2018 expanderades tittarpanelen ytterligare till 3 000 hushåll (cirka 6 360 personer). Tittarpanelen är representativ för den svenska TV-befolkningen.
MMS ger ut veckorapporter, månadsrapporter och årsrapporter med sammanfattande statistik om TV-tittandet och TV-landskapet. Månadsrapporterna och årsrapporterna innehåller även information om tittartid för övriga kanaler som inte levererar programloggar till MMS.
MMS erbjuder ett flertal verktyg där det går att ta fram egna rapporter utifrån exempelvis kanal och målgrupp. Det finns statistik att hämta från år 1994.[2] Statistik för sända program läggs i regel till på förmiddagen, följande arbetsdag.
Från den 22 mars 2010 började även MMS mäta program som spelas in och som sedan tittas på inom en vecka efter att programmet sändes, s.k. Time Shift.

## Webb-TV
Sedan 2011 mäter MMS de stora mediehusens webb-TV-tjänster (SVT, NENT Group, TV4, Discovery, UR och Aftonbladet TV). MMS har som ambition att som oberoende part mäta konsumtion av rörlig bild på webben. Omsättningen för Webb-TV (onlinevideo) ökar varje år, vilket gör det allt viktigare att förse branschen med en stabil valuta.
Mätföretaget comScore genomför själva mätningen, medan MMS äger all insamlad data. Regelbundna kvalitetskontroller genomförs där både MMS, comScore och deltagande sajter har ett ansvar.
I MMS:s rapporter presenteras statistik om bland annat tittartid, räckvidd och tittarmönster. I rapporterna ingår även statistik för övriga videotjänster (Netflix, Youtube, Twitch m.fl.) som inte ingår i mediehusen.
MMS förser branschen med verktyget HotTop Webb som redogör statistik för webb-TV-konsumtion. HotTop Webb är kostnadsfritt tillgängligt för alla. MMS ger även ut en webb-TV-rapport varje månad som sammanfattar webb-TV-tittandet för de deltagande aktörerna.

## Rekord
Här är statistik för de TV-program som är de mest sedda programmen sedan mätningarna startade år 1994. Bland dessa är det endast tre program som visar total dominans. Det är de klassiska traditionerna, Melodifestivalen och Kalle Anka och hans vänner önskar God Jul som sänds i Sveriges Television och stora sportsändningar som sänds i olika TV-kanaler.

### Mest sedda program i respektive TV-kanal
Noterbart är att för sportsändningarna kan siffran avse den del, t.ex. halvlek eller spelperiod,  som har högsta genomsnittssiffran, inte under hela sändningen.
| TV-Kanal | Program                                   | Tittare   | Sändningsdatum   |
| -------- | ----------------------------------------- | --------- | ---------------- |
| SVT1     | Kalle Anka och hans vänner önskar God Jul | 4 519 000 | 24 december 2020 |
| SVT2     | Melodifestivalen 2000                     | 4 177 000 | 10 mars 2000     |
| TV3      | Ishockey-VM (Final): Sverige–Kanada       | 2 385 000 | 11 maj 2003      |
| TV4      | Fotbolls-EM: Sverige–Danmark              | 3 796 000 | 22 juni 2004     |
| Kanal 5  | Fotboll (VM-playoff): Italien–Sverige     | 2 024 000 | 13 november 2017 |
| TV6      | Fotboll (VM-kval): Sverige–Danmark        | 1 497 000 | 6 juni 2009      |

### Årets mest sedda program
| År   | Program                                   | TV-kanal | Tittare   | Sändningsdatum |
| ---- | ----------------------------------------- | -------- | --------- | -------------- |
| 1994 | Melodifestivalen 1994                     | SVT      | 3 699 000 | 12 mars        |
| 1995 | Kalle Anka och hans vänner önskar God Jul | SVT      | 3 688 000 | 24 december    |
| 1996 | Kalle Anka och hans vänner önskar God Jul | SVT      | 4 124 000 | 24 december    |
| 1997 | Kalle Anka och hans vänner önskar God Jul | SVT      | 4 319 000 | 24 december    |
| 1998 | Kalle Anka och hans vänner önskar God Jul | SVT      | 3 599 000 | 24 december    |
| 1999 | Kalle Anka och hans vänner önskar God Jul | SVT      | 4 165 000 | 24 december    |
| 2000 | Melodifestivalen 2000                     | SVT      | 4 177 000 | 10 mars        |
| 2001 | Melodifestivalen 2001                     | SVT      | 3 839 000 | 23 februari    |
| 2002 | Melodifestivalen 2002 – Final             | SVT      | 3 720 000 | 1 mars         |
| 2003 | Melodifestivalen 2003 – Final             | SVT      | 3 813 000 | 15 mars        |
| 2004 | Melodifestivalen 2004 – Final             | SVT      | 4 105 000 | 20 mars        |
| 2005 | Melodifestivalen 2005 – Final             | SVT      | 4 054 000 | 12 mars        |
| 2006 | Melodifestivalen 2006 – Final             | SVT      | 4 242 000 | 18 mars        |
| 2007 | Melodifestivalen 2007 – Final             | SVT      | 3 976 000 | 10 mars        |
| 2008 | Melodifestivalen 2008 – Final             | SVT      | 4 046 000 | 15 mars        |
| 2009 | Melodifestivalen 2009 – Final             | SVT      | 3 592 000 | 14 mars        |
| 2010 | Melodifestivalen 2010 – Final             | SVT      | 3 870 000 | 13 mars        |
| 2011 | Melodifestivalen 2011 – Final             | SVT      | 3 667 000 | 12 mars        |
| 2012 | Melodifestivalen 2012 – Final             | SVT      | 4 090 000 | 10 mars        |
| 2013 | Melodifestivalen 2013 – Final             | SVT      | 4 129 000 | 9 mars         |
| 2014 | Kalle Anka och hans vänner önskar God Jul | SVT      | 3 706 000 | 24 december    |
| 2015 | Melodifestivalen 2015 – Final             | SVT      | 3 771 000 | 14 mars        |
| 2016 | Kalle Anka och hans vänner önskar God Jul | SVT      | 3 736 000 | 24 december    |
| 2017 | Kalle Anka och hans vänner önskar God Jul | SVT      | 3 859 000 | 24 december    |
| 2018 | Kalle Anka och hans vänner önskar God Jul | SVT      | 3 786 000 | 24 december    |
| 2019 | Melodifestivalen 2019 – Final             | SVT      | 3 652 000 | 9 mars         |
| 2020 | Kalle Anka och hans vänner önskar God Jul | SVT      | 4 519 000 | 24 december    |

### Mest sedda TV-programmet någonsin
| Program                                   | TV-kanal | Tittare   | Sändningsdatum   |
| ----------------------------------------- | -------- | --------- | ---------------- |
| Kalle Anka och hans vänner önskar God Jul | SVT      | 4 519 000 | 24 december 2020 |

## Kritik
Claes Åkeson har i en artikel i Metro 2007 anklagat MMS för att hitta på tittarsiffror, med motiveringen att han inte känner någon som har en "People Meter" och inte heller känner någon som känner någon som har en, trots att MMS säger sig få statistik från 1 300 hushåll.[uppföljning saknas]
2019 sade Emanuel Karlsten och Olle Hellbom i Mediepodden att de inte känner till någon som burit den mätare (kallad "manick") som används av Kantar Sifo för att mäta radiolyssning i Sverige eller den People Meter som MMS använder.

### Fotnoter
1. ↑  ”Analysverktyg TV «  MMS”. mms.se. Arkiverad från originalet den 13 januari 2018. https://web.archive.org/web/20180113001625/http://mms.se/?page_id=44. Läst 25 januari 2018.
2. ↑  ”Melodifestivalen slår rekord på både TV och webben «  MMS” (på amerikansk engelska). mms.se. Arkiverad från originalet den 30 juli 2017. https://web.archive.org/web/20170730065141/http://mms.se/?p=1283. Läst 25 januari 2018.
3. ↑  TV-Året 2018 Arkiverad 4 april 2019 hämtat från the Wayback Machine. Åtkomst 4 april 2019
4. ↑  Claes Åkeson (14 september 2007). ”Tittarsiffror är bara fejk”. Metro. Arkiverad från originalet den 24 december 2016. https://web.archive.org/web/20161224105704/http://www.metro.se/artikel/tittarsiffror-%C3%A4r-bara-fejk-xr. Läst 8 oktober 2007.
5. ↑  "Avsnitt 72: Kris för P3 som tappat 38% av lyssnarna - 2018 ett katastrofår" (vid 3m04s), Mediepodden, 21 februari 2019. Åtkomst den 26 februari 2019.